# Muerte y funeral de Alberto Fujimori
La muerte y funeral de Estado de Alberto Fujimori fueron una serie de sucesos que se produjeron desde el 11 de septiembre de 2024 cuando su hija, Keiko Fujimori, anunció su muerte en X.

## Acontecimientos
En los días previos a su fallecimiento, Fujimori había sido sometido a sesiones de quimioterapia por el cáncer de lengua que padecía y estaba en evaluación de resultados. Su última aparición en público fue el jueves 5 de setiembre, cuando fue captado en una silla de ruedas saliendo de una clínica de Miraflores acompañado de sus hijos Keiko y Kenji Fujimori. En posteriores declaraciones, el médico de Alberto Fujimori, José Carlos Gutiérrez, declaró que su paciente insistió en llevar inmunoterapia para tratar su cáncer y, como efecto secundario, empezó a mostrar problemas respiratorios y estuvo inconsciente la noche anterior.
El 11 de setiembre se captó en el inmueble de Keiko, ubicado en San Borja, la llegada de diversos personajes relacionados al fujimorismo vestidos de negro y se detalló la llegada de un sacerdote a dicho inmueble. Ante los rumores, Alejandro Aguinaga, médico de cabecera de Fujimori, declaró a la prensa que «está luchando» y, ante la situación, solicitó la restricción de las visitas a Fujimori y su agradecimiento por las preocupaciones por su salud. Luisa María Cuculiza, por su parte, declaró que el decaimiento de la salud de Fujimori la tomó por sorpresa y que había hablado previamente con él hace cinco días durante la cual lo notó lúcido. Otro personaje captado llegando a la casa de Keiko fue Martha Moyano. Mientras tanto, Miguel Torres, vocero de Fuerza Popular, declaró que Fujimori estaba atravesando un «momento difícil». El abogado de Fujimori, Elio Riera, que se encontraba en audiencia virtual por el Caso Pativilca, se desconectó de manera intempestiva por problemas «vinculados a la salud del señor expresidente, por eso tuve que retirarme y volver a entrar». Publicó en X que Fujimori «sigue luchando por su vida». La Presidencia del Consejo de Ministros (PCM), ante los rumores sobre una posible comunicación al PCM sobre el fallecimiento de Fujimori, publicó que desmentían dicha información.
El primero en anunciar sobre la muerte de Fujimori fue Riera, a través de X, quien publicó:

| Elio Riera      | Twitter |
| @ElioRieraGarro |         |

             Señor Presidente, gracias por todo. Descanse en Paz. Su legado perdurará en la historia. Su amistad para mí será eterna. Recordaré siempre sus palabras: logramos el objetivo. Hasta pronto mi gran amigo
         

        11 de septiembre de 2024

Sin embargo, debido a que dio el anuncio antes que la familia, eliminó su tuit al cabo de unos minutos siendo, además, reprochado por Moyano por tal acto. A las 6:26 p.m., Keiko Fujimori, a través de X, confirmó la noticia del deceso de Fujimori:

| Keiko Fujimori | Twitter |
| @KeikoFujimori |         |

             Después de una larga batalla contra el cáncer, nuestro padre, Alberto Fujimori, acaba de partir al encuentro del Señor. Pedimos a quienes lo apreciaron nos acompañen con una oración por el eterno descanso de su alma. ¡Gracias por tanto papá!
         

        11 de septiembre de 2024

Kenji Fujimori, por su parte, publicó en la misma red social:

| Kenji Fujimori  | Twitter |
| @KenjiFujimoriH |         |

             Mi padre, Alberto Fujimori Fujimori, falleció hoy dignamente, al lado de nosotros, su familia y en libertad, como lo merecía. Su amor y sabiduría siempre vivirán en nuestros corazones. Estoy orgulloso de ti, daría mi vida una y mil veces por ti; Te amo, No sabes cómo te extraño!
         

        11 de septiembre de 2024

Keiko anunció que los restos de Fujimori iban a ser velados en el Museo de la Nación y agradeció los gestos de apoyo hacia su familia. Además, informó que los restos mortales de su padre iban a ser trasladados al cementerio Campo Fe de Huachipa. Un grupo de simpatizantes de Fujimori se reunieron en la fachada de la casa de Keiko lamentando su partida. Mientras tanto, el gobierno declaró tres días de duelo nacional.

## Velorio y entierro

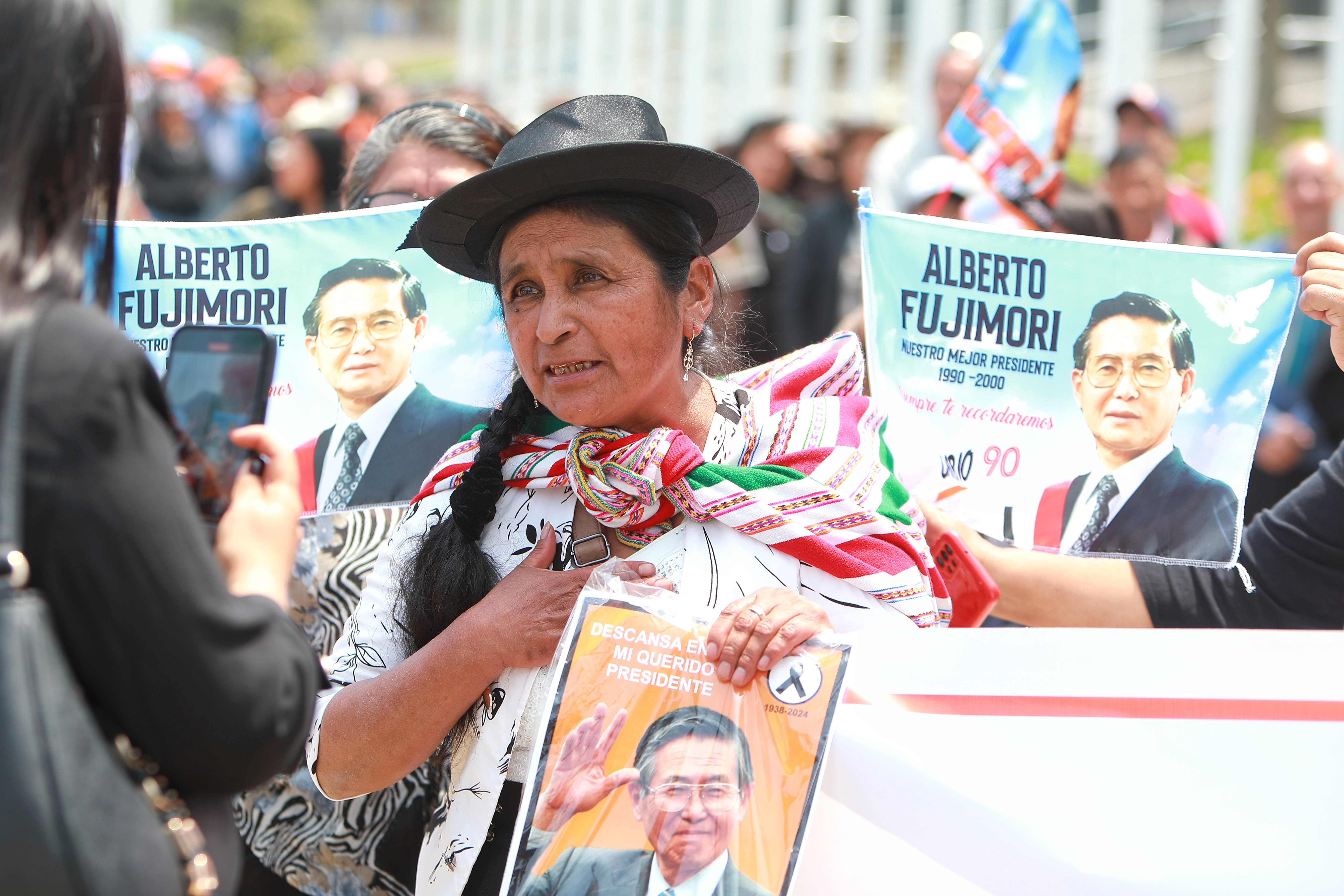
Simpatizantes fujimoristas en el funeral del expresidente.

Los restos de Fujimori fueron velados en la Sala Nasca del Museo de la Nación, a donde fue trasladado en una carroza fúnebre. Su ataúd fue cargado por una cuadrilla de seis hombres hacia la carroza que lo trasladó. Se informó sobre la llegada de Sachi Fujimori, hija del fallecido, desde Alemania; aunque se detalló que su otro hijo, Hiro, no iba a poder llegar para el entierro de su padre debido a que se encontraba en el continente asiático.
Entre los presentes al velorio estuvieron Dina Boluarte, presidente del Perú; Gustavo Adrianzén, presidente del Consejo de Ministros; Morgan Quero, ministro de educación; César Vásquez, ministro de salud; Juan Santiváñez, ministro del interior; y los congresistas Alejandro Cavero, Jorge Montoya, Patricia Juárez, Gladys Echaíz, Patricia Chirinos, José Williams, Roberto Chiabra, Maricarmen Alva, Eduardo Salhuana, Juan Carlos Lizarzaburu, entre otros. Se informó, además, sobre la presencia en el velorio de Jorge del Castillo, Mauricio Mulder, Luis Galarreta, Miguel Torres, el excanciller Javier Gonzáles-Olaechea, el embajador Carlos Pareja y el expremier Alberto Otárola. Otro personaje presente fue Pablo Villanueva, «Melcochita».
Se informó sobre la llegada de miles de simpatizantes de Fujimori desde diversas regiones del país hacia el velorio, portando retratos y realizando arengas a su favor. También se reportó la difusión en redes sociales de una fotografía del difunto en el féretro, acto que fue denunciado por la congresista Rosangella Barbarán. Debido a la gran afluencia de asistentes, el ministerio de cultura informó de la extensión del acceso al velatorio hasta la medianoche además de que al día siguiente, 13, las puertas de la Sala Nasca iban a estar abiertas desde las 6 de la mañana hasta la medianoche.
El 13, el ingreso de las personas al velorio empezó alrededor de las 8:30 de la mañana. Se informó sobre la realización de una misa para horas antes del entierro. La misa fue oficiada por el Obispo auxiliar de Lima monseñor Luis Gaspar y se realizó en el Gran Teatro Nacional.
Luego de la misa, los restos de Fujimori llegaron a Palacio de Gobierno, donde fueron recibidos por Boluarte y se le rindieron honores de Estado. El féretro de Fujimori ingresó a Palacio siendo resguardado por los Húsares de Junín y cubierto con la bandera peruana.
Tras ello, por la tarde, los restos de Fujimori fueron trasladados al Campo Fe de Huachipa, lugar que Fujimori pidió ser sepultado al lado de su exesposa Susana Higuchi. En el lugar se hicieron presentes simpatizantes y allegados del fallecido. Durante el entierro, se reportó aplausos y lágrimas de sus simpatizantes, además de escucharse la canción de «El ritmo del Chino».

## Reacciones

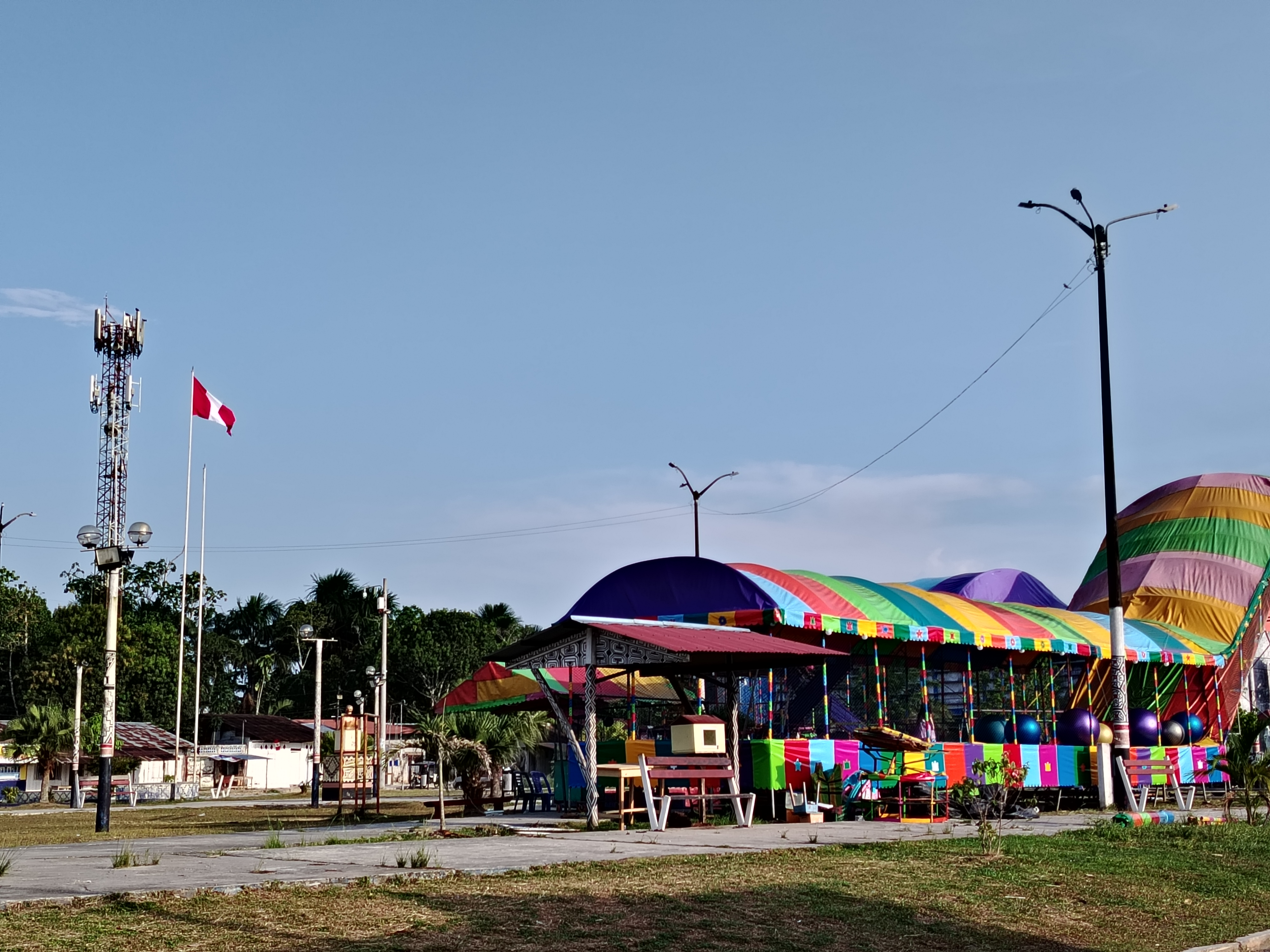
El pueblo de Santo Tomás, en el Iquitos metropolitano, con la bandera nacional alzada en su plaza en honor a Fujimori.

La muerte de Fujimori generó opiniones divididas entre los peruanos.

### Instituciones
- La Presidencia de la República manifestó sus «sentidas condolencias a la familia, a quienes acompañamos en su profundo dolor. Dios lo tenga en su gloria y que descanse en paz».[45]
- La Defensoría del Pueblo publicó en X: «Lamentamos el sensible fallecimiento del expresidente Alberto Fujimori y expresamos nuestras condolencias a sus familiares y amigos».[46]
- El Poder Judicial publicó su «lament[o] por el sensible fallecimiento del expresidente Alberto Fujimori. Expresamos nuestras condolencias a su familia en tan sentido momento».[47]
- El Tribunal Constitucional publicó «sus condolencias a los hijos y familiares del expresidente Alberto Fujimori con motivo de su fallecimiento».[48]
- El Ministerio de Justicia y Derechos Humanos expresó su «lament[o] por el fallecimiento del expresidente de la república, Alberto Fujimori Fujimori y envía sentidas condolencias a sus familiares, amigos y allegados».[49]
- Japón: El gobierno nipón, a través de Yoshimasa Hayashi, portavoz gubernamental, envió sus condolencias a través de una transmisión televisiva.[50] Meses después, el primer ministro, Shigeru Ishiba, visitó la tumba de Fujimori durante la cumbre APEC.[51]

### Personalidades políticas
- Martín Vizcarra publicó en X: «Extiendo mis sentidas condolencias a los familiares y simpatizantes del expresidente Alberto Fujimori».[52]
- Francisco Sagasti, en X, publicó: «Expreso mis condolencias a los familiares del expresidente Alberto Fujimori por su fallecimiento. Descanse en paz».[52]
- Manuel Merino expresó: «Nuestras más sentidas condolencias a los familiares y seguidores del expresidente Alberto Fujimori, quien dejó una huella significativa en la historia del país. Que descanse en paz y que Dios le conceda el descanso eterno».[52]
- Pedro Pablo Kuczynski, durante una entrevista, declaró: «Creo que ha muerto un personaje muy importante de la historia del Perú. Guardo un buen recuerdo del importante trayecto que hizo Fujimori».[53]
- Alejandro Toledo, a través de su cuenta de Facebook, expresó: «Aunque esto parezca irónico, porque respeto la vida humana, sin distinciones, les pido por favor, reciban ustedes, mis más sinceras condolencias y paz familiar».[54]
- Vladimir Cerrón en X tuiteó: «Con la muerte de Alberto Fujimori comienza el cierre de un período de tres décadas de la política peruana, marcado por la institucionalización de la corrupción, la violación de los derechos humanos y la privatización del Estado; así como también el pretexto ideal de los caviares para su enriquecimiento y la captura del Estado».[55]
- La parlamentaria Sigrid Bazán tuiteó: «Murió el dictador, asesino y corrupto de Alberto Fujimori. Se fue sin pagar un sol de reparación civil, sin pedir perdón y en libertad gracias a un indulto ilegal».[56]
- Verónika Mendoza, desde X, publicó: «Sus familiares y amigotes tienen todo el derecho de despedir a Fujimori (derecho que le arrebataron a tantos peruanos), pero no en nuestro nombre, no en nombre del Estado, no burlándose de la memoria de las víctimas de su dictadura. Indigno».[57]
- Yohny Lescano declaró que «no creo que habría que dar condolencias».[58]
- Colombia: A través de X, el expresidente Álvaro Uribe Vélez extendió su pesar a la familia Fujimori así como a su seguidores. Además, enfatizó que Alberto Fujimori «Recuperó al Perú».[59]
- Ecuador: el expresidente Jamil Mahuad, lamentó la «perdida de su mejor amigo».[60]

### Otros
Personalidades del mundo artístico como Karina Calmet y Janet Barboza también expresaron sus condolencias, con la presentadora Laura Bozzo comentando que «Solo aquellos que vivimos el terror de los años 80 [...] Estamos agradecidos con el Pte Fujimori por la pacificación del Perú. Descanse en Paz». Por el contrario, Jaime Bayly comentó que «ningún dictador merece cuando muere el aplauso» y la cantante y exministra de Cultura Susana Baca escribió que «se va sin pagar sus culpas y sus deudas y sin pedir perdón» por sus crímenes, lo comparó con Abimael Guzmán, concluyendo que son «seres funestos, serán camaradas en su trascendencia».
La coincidencia con el fallecimiento del cabecilla de Sendero Luminoso Abimael Guzmán, ocurrida en la misma fecha 3 años antes y a la misma edad de 86 años, fue notada por varios medios.